# Gasthaus zur Post (Jetzendorf)

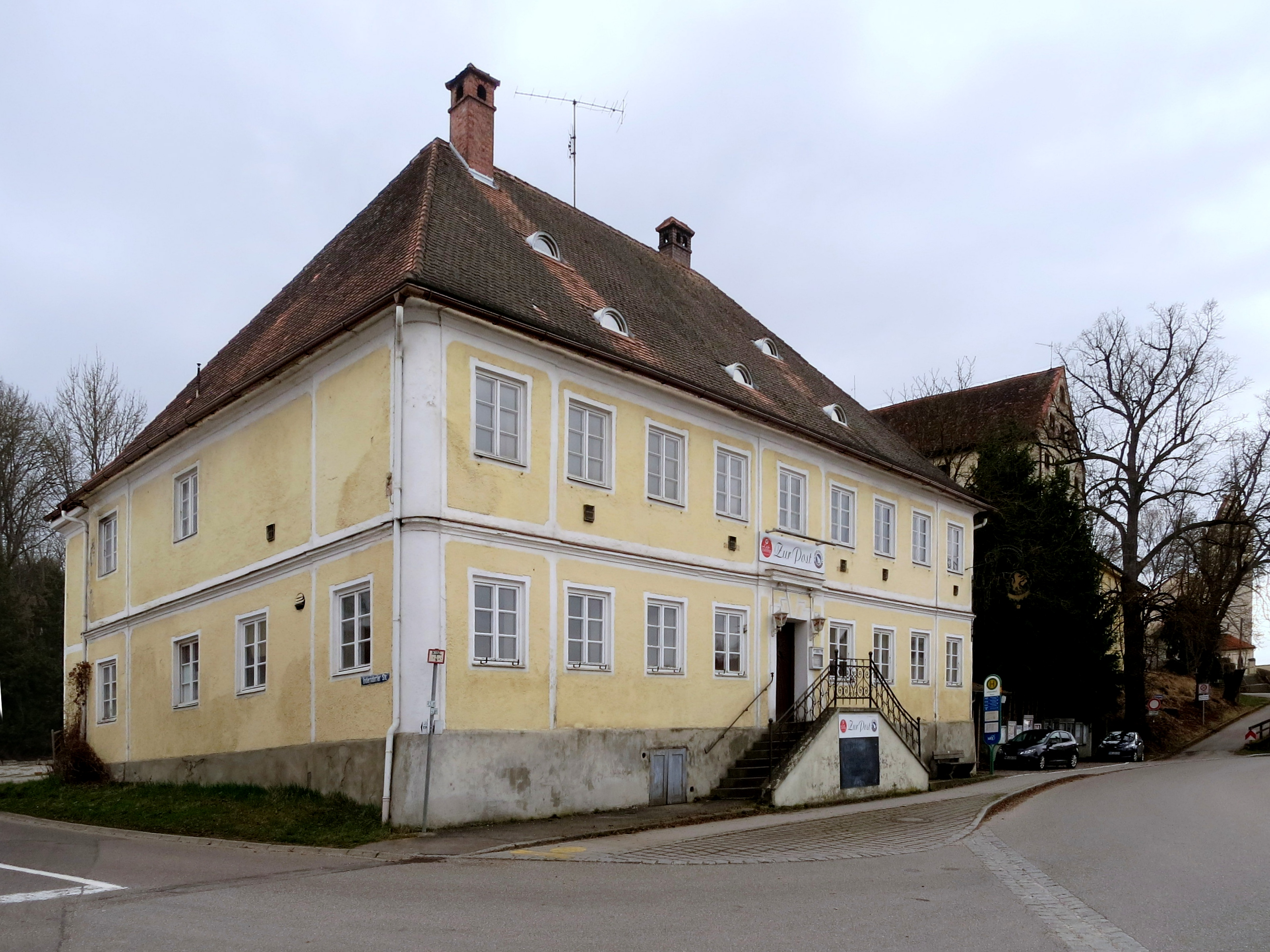
Gasthaus zur Post in Jetzendorf (2017)

Das Gasthaus zur Post in Jetzendorf, einer Gemeinde im oberbayerischen Landkreis Pfaffenhofen an der Ilm, wurde um 1800 errichtet. Das Gasthaus an der Hauptstraße 8 ist ein geschütztes Baudenkmal.
Der zweigeschossige Walmdachbau mit abgerundeten Ecken und Putzfelderung hat vier zu neun Fensterachsen. Eine zweiseitige Freitreppe führt zum Eingang in der Mitte der Nordfassade.
Der schmiedeeiserne Ausleger stammt aus der Erbauungszeit des Gebäudes.  